# كارولينا سليم
كارولينا سليم (بالإنجليزية: Carolina Slim)‏ هو مغني وموسيقي وعازف قيثارة أمريكي، ولد في 22 أغسطس 1923 في Leasburg, North Carolina ‏ في الولايات المتحدة، وتوفي في 22 أكتوبر 1953 في نيوآرك في الولايات المتحدة بسبب نوبة قلبية.

## وصلات خارجية
- كارولينا سليم على موقع ميوزك برينز (الإنجليزية)
- كارولينا سليم على موقع أول ميوزيك (الإنجليزية)
- كارولينا سليم على موقع ديسكوغز (الإنجليزية)